# Atte Pakkanen
Pour les articles homonymes, voir Pakkanen.
Atte Mikael Johannes Pakkanen   (né le 13 novembre 1912 à Urjala et mort le 22 décembre 1994 à Helsinki) est un homme politique finlandais,,. 

## Biographie
Atte Pakkanen est député Kesk de la circonscription du Nord Häme du 22 juillet 1948 au 22 mars 1970.
Atte Pakkanen  est ministre de la Défense du gouvernement Sukselainen I (27.05.1957–01.09.1957), vice-ministre des Affaires sociales du gouvernement Sukselainen I (27.05.1957–01.09.1957) et ministre de l'Intérieur
du gouvernement Fagerholm III 29.08.1958–12.01.1959).